# 国田村
国田村（くにたむら）は茨城県那珂郡にかつて存在した村である。

## 地理
- 現在の水戸市の北部、現在の那珂市の西部に位置する。
- 村のほとんどは平地になっている。
- 村は那珂川の北岸に位置する。

## 歴史
村名は上国井村・下国井村の国、田谷村の田を組み合わせて国田村となった。

### 村域の変遷
- 1889年（明治22年）4月1日 – 町村制施行により、田谷村・上国井村・下国井村が合併し那珂郡国田村が発足。
- 1957年（昭和32年）6月1日 - 市町村合併により消滅。
  - 上国井の一部は那珂町に編入。
  - 残部は東茨城郡飯富村とともに水戸市に編入。

変遷表
| 1868年 以前 | 1868年 以前 | 明治22年 4月1日 | 昭和32年 6月1日 | 平成17年 1月21日 | 現在   |
| ----------- | ----------- | --------------- | --------------- | ---------------- | ------ |
|             | 上国井村    | 国田村          | 那珂町 に編入   | 市制             | 那珂市 |
|             | 上国井村    | 国田村          | 水戸市 に編入   | 水戸市           | 水戸市 |
|             | 下国井村    | 国田村          | 水戸市 に編入   | 水戸市           | 水戸市 |
|             | 田谷村      | 国田村          | 水戸市 に編入   | 水戸市           | 水戸市 |

## 大字
田谷（たや）
上国井（かみくにい）
下国井（しもくにい）

## 人口・世帯

### 人口
総数 [単位： 人]
| 1891年（明治24年） | 2,397 |
| 1920年（大正 9年） | 2,637 |
| 1935年（昭和10年） | 2,973 |
| 1950年（昭和25年） | 3,690 |

### 世帯
総数 [単位： 世帯]
| 1920年（大正 9年） | 564 |
| 1935年（昭和10年） | 553 |
| 1950年（昭和25年） | 642 |